# Segítő Szűz Mária-templom (Bodajk)
A Segítő Szűz Mária-templom a Fejér vármegyei Bodajkon a Szent István téren található római katolikus templom és zarándokhely. A templom 2023-ban, Ferenc pápától Basilica Minor rangot kapott.

## Története

### A kápolna
Egy monda szerint Szent István király kápolnát építtetett ezen a helyen, melyet fiával, Imre herceggel gyakran és szívesen felkeresett. Járt itt Szent Gellért püspök is. II. Géza király idejében a keresztes lovagok vették át a kápolna gondozását, és folytatták azt egészen a török időkig.
A monda úgy tartotta, hogy Bodajk gyógyvizű forrása 7 évente elapadt, majd egy év múlva újra megindult, faleveleket hozva magával, ezenkívül a tó télen sem fagyott be. A csodás körülmények ösztönzésére Páter Wilibald a 17. század végén nekiállt megkeresni a néphagyomány történelmi alapjait. Wilibald épületmaradványokat sejtett a tó környékétől keletre levő domb alatt, ezért ásatásokat végzett. A néphagyománynak megfelelően egy kis kápolna alapjait, kőfalat és a fal mellett egy keresztény temető maradványait találta, ezért úgy döntött, hogy újraépíti a kápolnát. Támogatók segítségével a tó mellett malmot épített posztógyártáshoz, majd elkezdte rekonstruálni a talált romokat.

Az 1697-ben helyreállított kápolnát Széchenyi Pál kalocsai érsek, Kollonich Lipót esztergomi érsek és a veszprémi püspök a móri kapucinus rendháznak adományozta. Az elveszett oklevélre Volkra Ottó János veszprémi püspök 1719. május 3-án kelt megerősítő levele hivatkozik, melyben azt tudatja, hogy a kegykápolnában búcsút tarthatnak.

Esti látkép a kivilágított templommal

### A templom
Ahogy nőtt a búcsújáró hívek száma, úgy lett túl kicsi a kápolna, ezért a móri kapucinusok egy új templomot építettek 1737 és 1768 között. Páter Gregor 1738. szeptember 8-i látogatásáról így számolt be: „Örömmel látom az új épülő templom falait”. Az 1739-espestisjárvány sem akadályozta a munkálatok folytatását. Berényi Zsigmond pécsi püspök és a Hochburg család egyik régi hűséges alkalmazottja egy-egy harangot ajándékoztak: az 1 mázsás harangot (Szent Imre tiszteletére) és a 65 font súlyú lélekharangot. 1742-ben Zichy Imréné Széchenyi Katalin egy kis orgonát adományozott az új templom számára. Az 1742-es felszenteléskor csak ideiglenes faoltár állt a templomban. Az 1745-ben elkészült főoltár Szent Timóth és Szent Teofilus ereklyéit tartalmazza.
1750-ben egy földcsuszamlás miatt támfalakkal kellett megerősíteni a templomot és a sekrestyét. 1760-ban megrepedt a nagyharang, ezért újraöntötték. 1765-ben került a főoltárra Assisi Szent Ferenc és Páduai Szent Antal szobra. 1768-ban a templom előtti oszlopokra felállították Szent Fidél és Nepomuki Szent János szobrait, melyeket 1966. május 29-én egy erős szélvihar miatt kidőlt hatalmas juharfa darabokra tört.

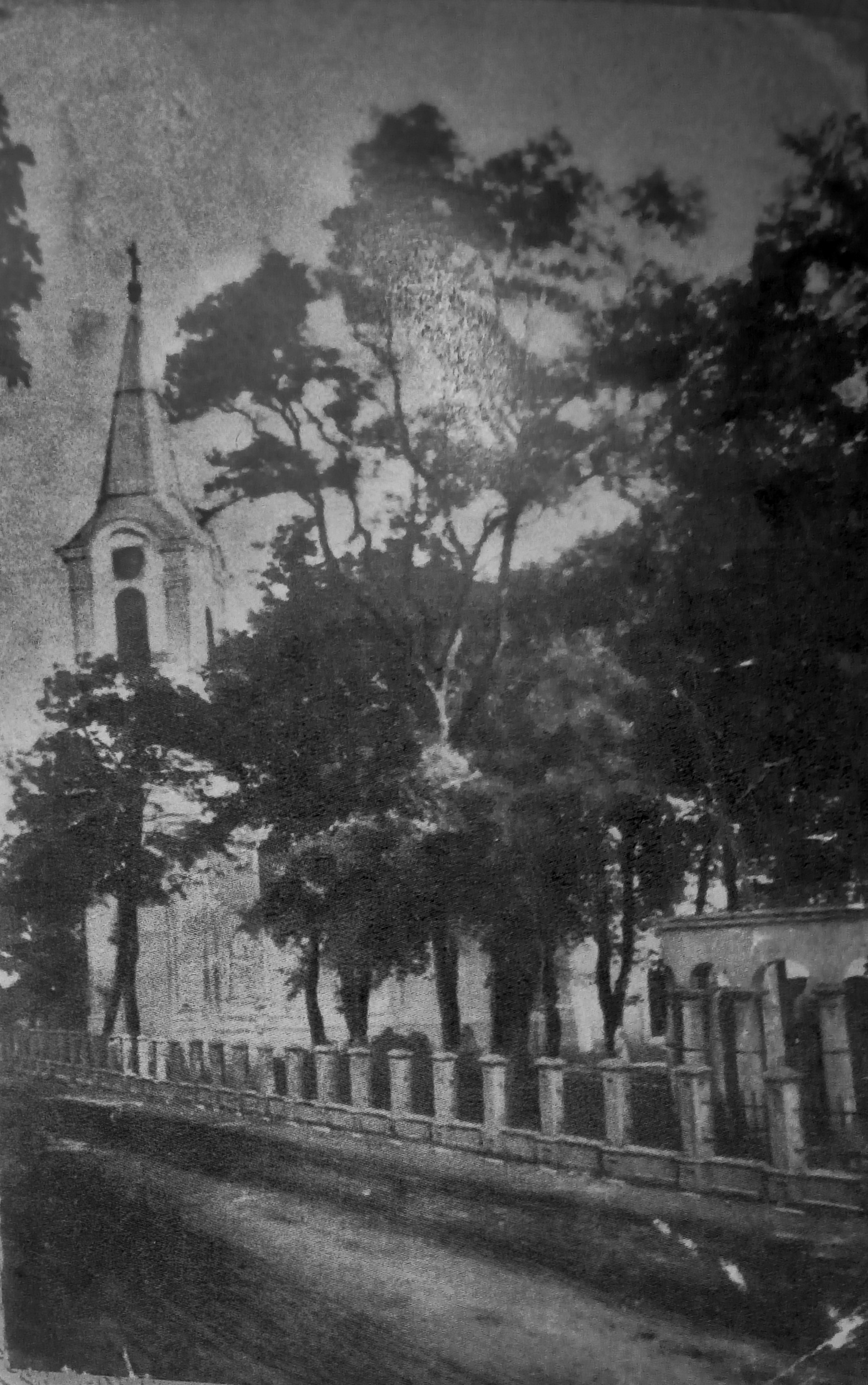
A templom és zarándokudvar 1930-as években

### A kripta
A templommal együtt épült kriptában a fülkék választófalait az 1810. január 15-i móri földrengés ledöntötte, ezért 1812-ben a kriptát kiürítették, és az ott talált csontokat a szentély alá temették egy közös sírba. 1818-ban  a Hochburg család leszármazottai kivételével a kriptába való temetkezést mindenki számára megtiltották, mert a kripta nem felelt meg az előírt normáknak.

### A zarándokudvar
A kegyképhez fűződő csodálatos gyógyulások 200 év alatt úgy megnövelték a búcsújárók számát, hogy 1942-ben egy 15 000 főt befogadni képes zarándokudvar építését kezdték meg. Az udvar a második világháborúban nagy kárt szenvedett, de sikerült helyreállítani.

### A kálvária és a keresztút
P. Wilibald  alkotta Bodajkon a kálváriát és a keresztutat is. A Bodok-hegy délnyugati csúcsán 1736-ban Szent Antal napján állították fel a pesti iparosok által készített három keresztet és a Székesfehérvár városa által ajándékozott, Várpalotán elkészült Szűz Mária, János evangélista és Mária Magdolna szobrokat. Ekkor készült el a kálvária kápolnája is. A kálváriát 1736. november 26-án áldotta meg Padányi Biró Márton veszprémi püspöki helynök. A keresztúti állomások alapkövét ugyanebben az évben Szent Ferenc napján tették le. 1736. május 18-án helyezték el bűnbánó Szent Péter szobrát a hegy oldalában lévő kis barlangba. A kereszteket körülvevő kőfalra tizenhárom angyalszobrot állítottak, melyek azonban később a világháborúban eltűntek.

## A bodajki búcsú
A bodajki búcsút szeptember 12-én, Szűz Mária nevének ünnepén, vagy a hozzá legközelebb eső hétvégén tartják. Ilyenkor több ezer római katolikus zarándok érkezik a településre. Bodajk igazán látogatott kegyhellyé a 17. század második felében vált, miután 1699-ben P. Sághy Metód a Segítő Szűzanya kultuszának fellendítése, Bodajk és a környékbeli települések felvirágoztatása érdekében 900 búcsússal először szervezett zarándoklatot.

## A kegykép

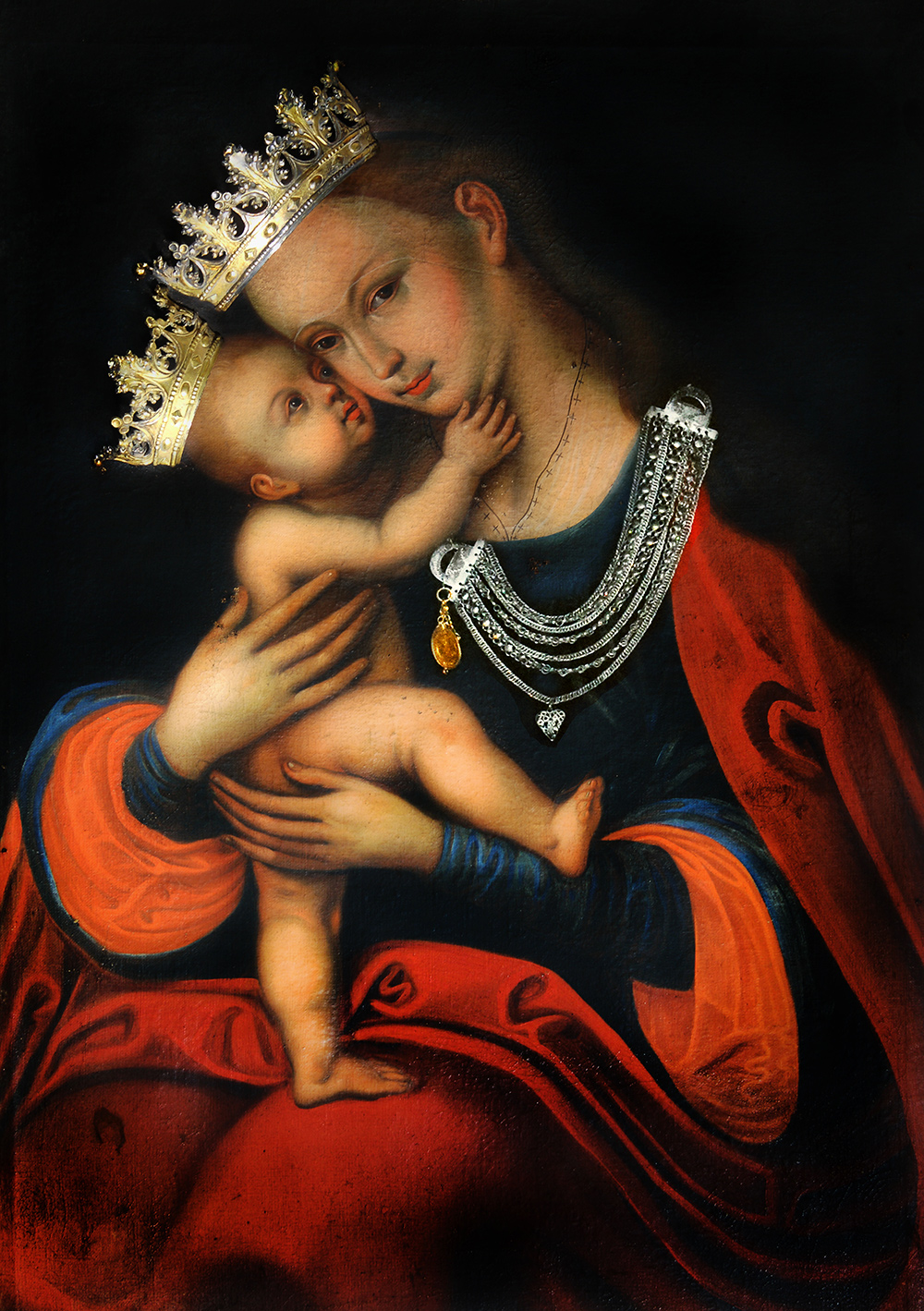
A kegykép előképe

Előképe Lucas Cranach mester innsbrucki kegyképének passaui változata, amelynek magyarországi elterjedése szorosan kötődik a Magyarországon az oszmán uralom alóli felszabadulás előtti évtizedekben megjelenő, majd fokozatosan megtelepedő kapucinus szerzetesekhez. Magát a bodajki képet P. Wilibald bécsi útja során az ott élő Colloredo grófnő ajándékozta 1695-ben az építendő kápolna és a bodajki hívek részére.

## A templom restaurálása
A templomot 1992-ben belülről restaurálták. 2012-ben ismét megkerülhetővé tették a kegyoltárt, mögötte kaptak helyet a lelkipásztori körzethez tartozó egyházközségek ereklyéi. A felújítás 2013. október 26-án készült el.